# 勝利第五宿舍
勝利第五宿舍（又稱勝五舍、成功大學學生第十二宿舍）位於臺南市東區國立成功大學勝利校區，為一棟現代主義風格建築。最初是成功大學學生第十二宿舍，於1956年開始建造，1958年2月完工。1997年6月起暫設為成功大學圖書館百年書庫，2000年復建為學生宿舍，2004年變更為學生第二活動中心芸青軒，現為學生公共討論空間，又名創創2。

## 沿革

### 背景
台灣於1950年開始接受美援，包含協助僑生教育工作，使僑生回國人數漸增。:30-31美援使台灣省立工學院（現國立成功大學）興建各式建築，學生宿舍興建屬於與美國普渡大學合作計畫中的僑生教育計畫，包括第九舍至第十二舍四棟僑生宿舍，且十二舍為此時期所建的最後一棟僑生宿舍。:30-31

### 變遷
第十二舍於1958年2月完工，1959年4月26日與其他同時期建築由時任陳誠副總統舉行落成啟用儀式。1997年6月，為因應當時圖書館館藏空間不足，遂將勝五舍暫設為百年書庫，2000復建回學生宿舍。2004年3月1日啟用為第二學生活動中心，並票選出其名稱為芸青軒。於2016年被成大納入自行列管的校園老建築之一。2017年則從第二學生活動中心轉型成學生公共討論空間：創創2。

## 建築特色

### 建築外觀
勝利第十二宿舍最初由時任成大建築工程學系賀陳詞教師所設計，為第一棟位於勝利校區內的現代主義建築。由上方俯瞰呈現「工」字型樣態。宿舍為一棟兩層樓高磚造建築，其建築造型與外觀儉樸，是由鋼筋混凝土柱樑架、紅磚牆所構成。第十二宿舍的外觀除擁有東方建築特色外，也融合了現代主義的元素，形成兼具兩種風格的特殊建築。:35-38其現代主義建築風格展現於開窗線條的分割、清水磚的牆裙、金屬遮陽板等設計；而其東方建築風格則表現於走廊側欄杆與窗扇的線條分割設計。為呼應環境，寢室多位於南北兩側以保持良好通風。

### 內部設計
宿舍內一樓設有交誼廳。其寢室內部共有兩扇窗，一面為1.1米寬的內窗；另一面則為約4.6米的外窗。:131寢室最初是規劃為四人房，但完工後則是以六人房之形式呈現，每間房間面積為20.9平方公尺。:154總共含括50間寢室，一共可容納300名學生入住。吳玉成副教授曾於1980年入住學生第十二舍，據他表示每間房間內皆有三組上下舖鐵製床架，為六人房設計而非四人房，入住的每位學生皆可分配到一組衣櫃及桌椅。由於家具採非固定形式，學生得以彈性調整家具擺放位置，以符合自身需求。第十二宿舍建造時並未規劃曬衣場，學生通常是於宿舍走廊或戶外空地架竹架子晾衣。:163